# Titularbistum Christopolis
Das Bistum Christopolis (italienisch diocesi di Cristopoli, lateinisch Dioecesis Christopolitana) ist ein Titularbistum der römisch-katholischen Kirche. 
Es geht zurück auf einen untergegangenen Bischofssitz in der gleichnamigen antiken Stadt in der römischen Provinz Macedonia im heutigen Norden Griechenlands. Der Bischofssitz war der Kirchenprovinz Philippi zugeordnet.
| Titularbischöfe von Christopolis |                                                |                                                             |                   |                  |
| Nr.                              | Name                                           | Amt                                                         | von               | bis              |
| 1                                | Ausiás Carbonell OP                            | Weihbischof in Valencia (Spanien)                           | 16. April 1509    | 9. Dezember 1532 |
| 2                                | Francisco de Jaén SMOM                         | Weihbischof in Sevilla (Spanien)                            | 5. Dezember 1530  |                  |
| 3                                | Francisco Estaña                               | Weihbischof in Valencia (Spanien)                           | 16. Dezember 1534 | 23. Juni 1549    |
| 4                                | Antonio Fassano                                | Weihbischof in Monreale (Sizilien)                          | 1544              |                  |
| 5                                | Juan Segría                                    | Weihbischof in Valencia (Spanien)                           | 28. November 1547 | 23. Juli 1568    |
| 6                                | Pedro Coderos                                  | Weihbischof in Valencia (Spanien)                           | 20. Februar 1570  | 21. Oktober 1579 |
| 7                                | Michael Chumer OFM                             | Weihbischof in Laibach (Slowenien)                          | 3. Oktober 1639   | 30. Juni 1651    |
| 8                                | Maxime Tessier                                 | Weihbischof in Ottawa Koadjutorbischof von Timmins (Kanada) | 28. Mai 1951      | 8. Mai 1955      |
| 9                                | Otto Spülbeck                                  | Koadjutorbischof von Meißen (Deutschland)                   | 28. Juni 1955     | 23. Juni 1958    |
| 10                               | Michael William Hyle                           | Koadjutorbischof von Wilmington (USA)                       | 3. Juli 1958      | 2. März 1960     |
| 11                               | Sante Portalupi Titularerzbischof pro hac vice | Apostolischer Nuntius Apostolischer Delegat                 | 14. Oktober 1961  | 31. März 1984    |